# Sermérieu
Sermérieu is een gemeente in het Franse departement Isère (regio Auvergne-Rhône-Alpes). De plaats maakt deel uit van het arrondissement La Tour-du-Pin. Sermérieu telde op 1 januari 2022 1.642 inwoners. 

## Geografie
De oppervlakte van Sermérieu bedroeg op 1 januari 2022 17,14 vierkante kilometer; de bevolkingsdichtheid was toen 95,8 inwoners per km².

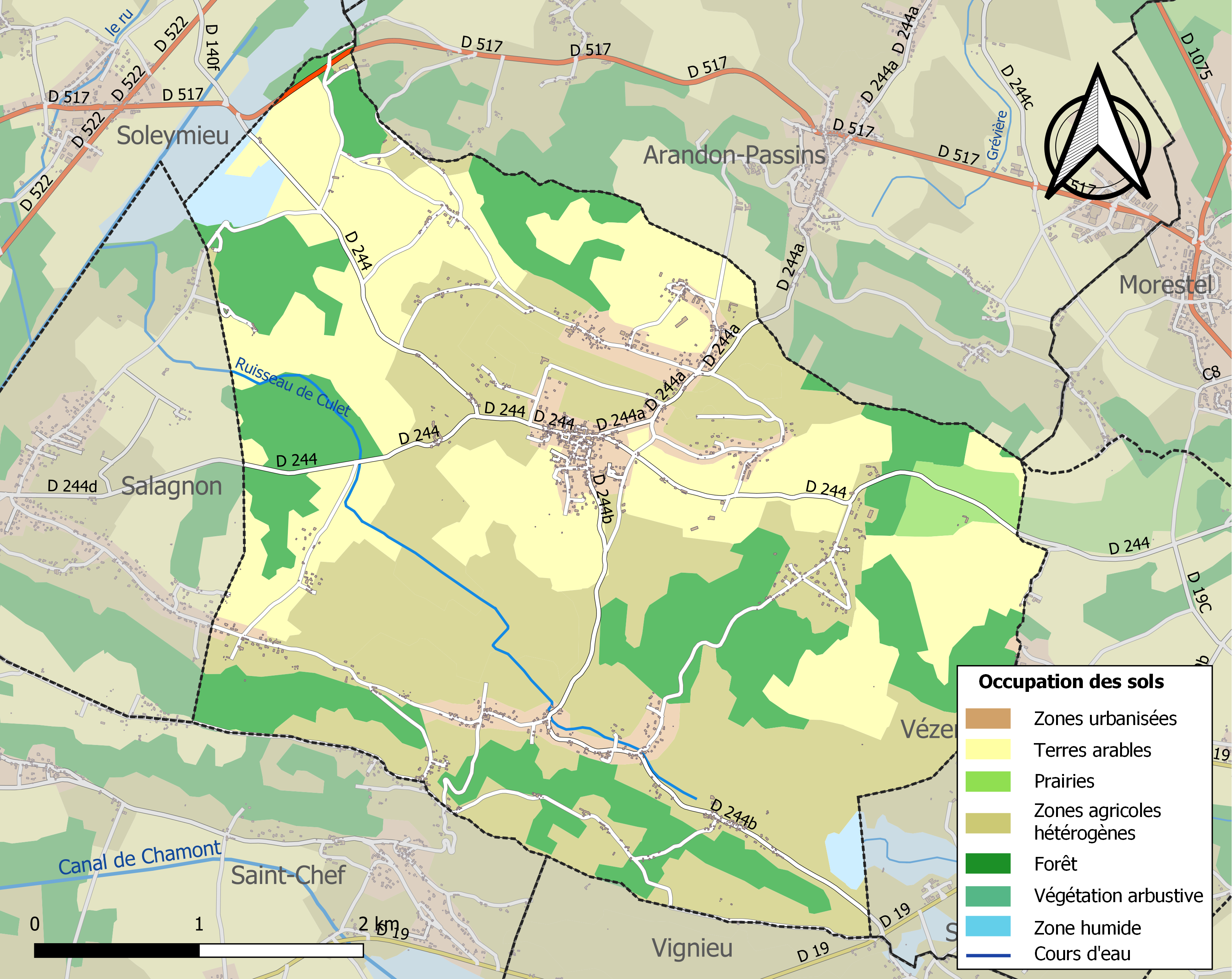
Kaart van de gemeente met de belangrijkste infrastructuur, bodemgebruik en omliggende gemeenten

## Demografie
Onderstaande figuur toont het verloop van het inwonertal (bron: INSEE-tellingen).